# Malaga
Malaga či Málaga (španělsky Málaga) je přístavní město na jihu Španělska. Je centrem provincie Malaga. Po Seville je druhým největším městem v Andalusii a je 6. největším městem Španělska. Žije zde přibližně 592 tisíc obyvatel. Celkový počet obyvatel v metropolitní oblasti Malagy činil 897 563 osob (taktéž 6. místo).
Ve městě se nachází mezinárodní letiště, přístav a univerzita. Díky příjemnému podnebí je Malaga jednou z nejoblíbenějších turistických destinací Iberského poloostrova. V Malaze se narodil malíř Pablo Picasso, známý španělský politik z 19. století Antonio Canovas del Castillo nebo herec Antonio Banderas. V roce 2015 zde bylo otevřeno muzeum moderního umění Centre Pompidou Málaga, které je první zahraniční pobočkou stejnojmenného muzea v Paříži.

## Historie
Féničané z Týru založili kolem roku 770 před Kristem kolonii pojmenovanou Málaka nebo Malake. Město hlídalo ústí řeky Guadalmediny a sloužilo jako důležitý bod na obchodní trase mezi Fénicií a Gibraltarským průlivem. Stejně jako ostatní fénické kolonie město bylo mezi 6. a 5. stoletím pod nadvládou Kartága.
Po Punských válkách Římská republika převzala vládu nad městem, které v tu dobu bylo známo jako Malaca. Změnila jej do konfederovaného města s vlastním zákoníkem Lex Flavia Malacitana. V tu dobu ve městě vzniklo římské divadlo. Po pádu Západořímské říše město bylo nejprve pod vládou Visigótů a následně patřilo do Byzantské říše (550–621). Následně patřilo město opět Visigótům a po dobyti Španělska muslimy v roce 711 patřilo do Umajjovského kalifátu.
V osmém století se město stalo důležitým regionálním obchodním střediskem. Po odtržení se od kalifátu převzala vládu nad městem Mālaqah Cordoba. Po pádu španělské větve Umajjovců se Malaqah stalo hlavním městem království pod vládou Ziridů. Mezi lety 1025 a 1239 se Malaga stala hlavním městem autonomního taifu, v roce 1239 se město stalo součástí Granadského emirátu.

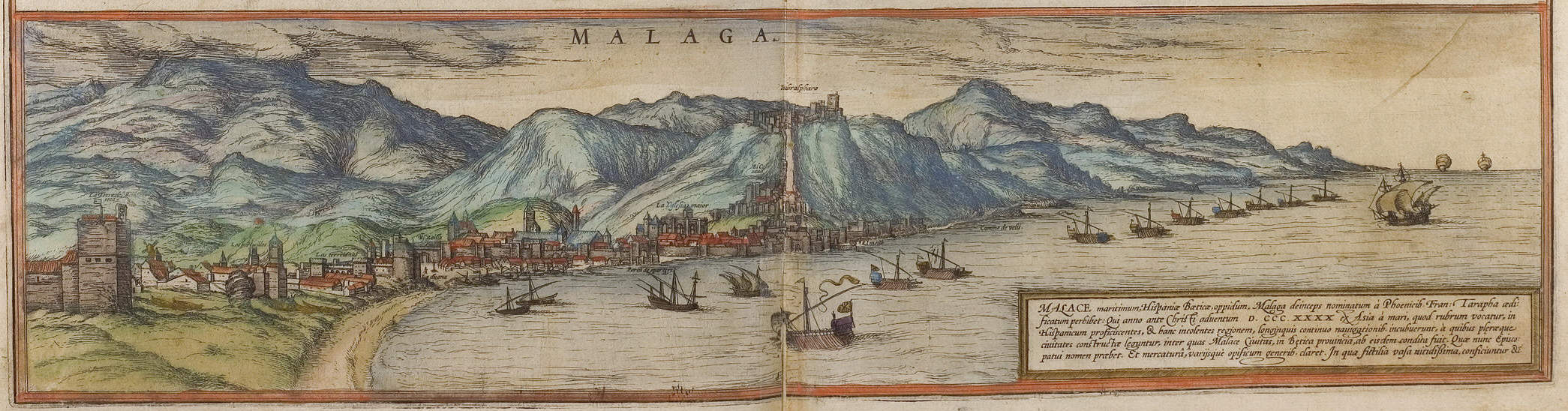
Malaga v roce 1572: Hrad Gibralfaro (uprostřed)

Malaga bylo jedním z měst, kde se muslimská nadvláda na Iberském poloostrově udržela nejdéle. Zatímco většina poloostrova už během Reconquisty se od nadvlády muslimů odpoutala, tak tehdejší Malaqah byla stále okupována Maury. Dne 18. srpna 1487 byla Malaga opět vybojována křesťany. Zbylí muslimští obyvatelé odolávali útokům a bombardování artilerií a následně byli vyhladověním přinucení se vzdát. Následně pak byli prodáni do otroctví nebo předáni jako „dar“ ostatním křesťanským vládcům pět let před pádem Granady.
Dne 24. srpna 1704 v moři jižně od Malagy proběhla bitva o Malagu, jednalo se o největší námořní bitvu ve válce o španělské dědictví.
Po puči v roce 1936 si vláda druhé republiky ponechala vládu nad městem. Přístav byl na začátku Španělské občanské války základnou pro námořnictvo druhé republiky. Při bombardování italskými válečnými loděmi byl těžce poškozen, částečně při bojích o prolomení námořní blokády španělského Maroka a částečně při námořním bombardování Malagy. Po bitvě o Malagu a Frankistickém převzetí moci v únoru 1937 bylo zabito více než sedm tisíc lidí. Město bylo těžce poškozeno i později námořními jednotkami španělské republiky. Známý britský novinář a spisovatel Arthur Koestler byl nacionalisty zajat při příjezdu do města, z této doby vznikla kniha Spanish testament, kde se objevují očitá svědectví pádu Malagy do rukou Francisca Franca.
Města Malaga, Torremolinos a zbytek Costa del Sol se po válce začaly rozvíjet v rámci rozvoje turismu ve Španělsku.

## Geografie a podnebí
Malaga leží na západním pobřeží Středozemního moře na Costa del Sol (Pobřeží slunce), obklopují ji pohoří Sierra de Mijas a Montes de Málaga. Městem protékají řeky Guadalmedina a Guadalhorce, které ústí do Středozemního moře.
V Malaze je středozemní podnebí, počasí je po většinu roku slunečné. Léto je nadprůměrně suché a horké, teploty se pohybují velmi často i přes 30 °C. Zimy jsou mírné.

## Městské části
Město je rozděleno na 10 větších čtvrtí (= distritos). Centro, Este (s Pedregalejo, El Palo a Cerrado de Calderón), Ciudad Jardín, Bailén/Miraflores, Palma/Palmilla, Cruz de Humilladero, Carretera de Cádiz, Churriana (začleněna do města roku 1905), Campanillas a Puerto de la Torre, které se opět dělí na desítky menších Barrios (obytné nebo industriální části).

## Památky a turistika

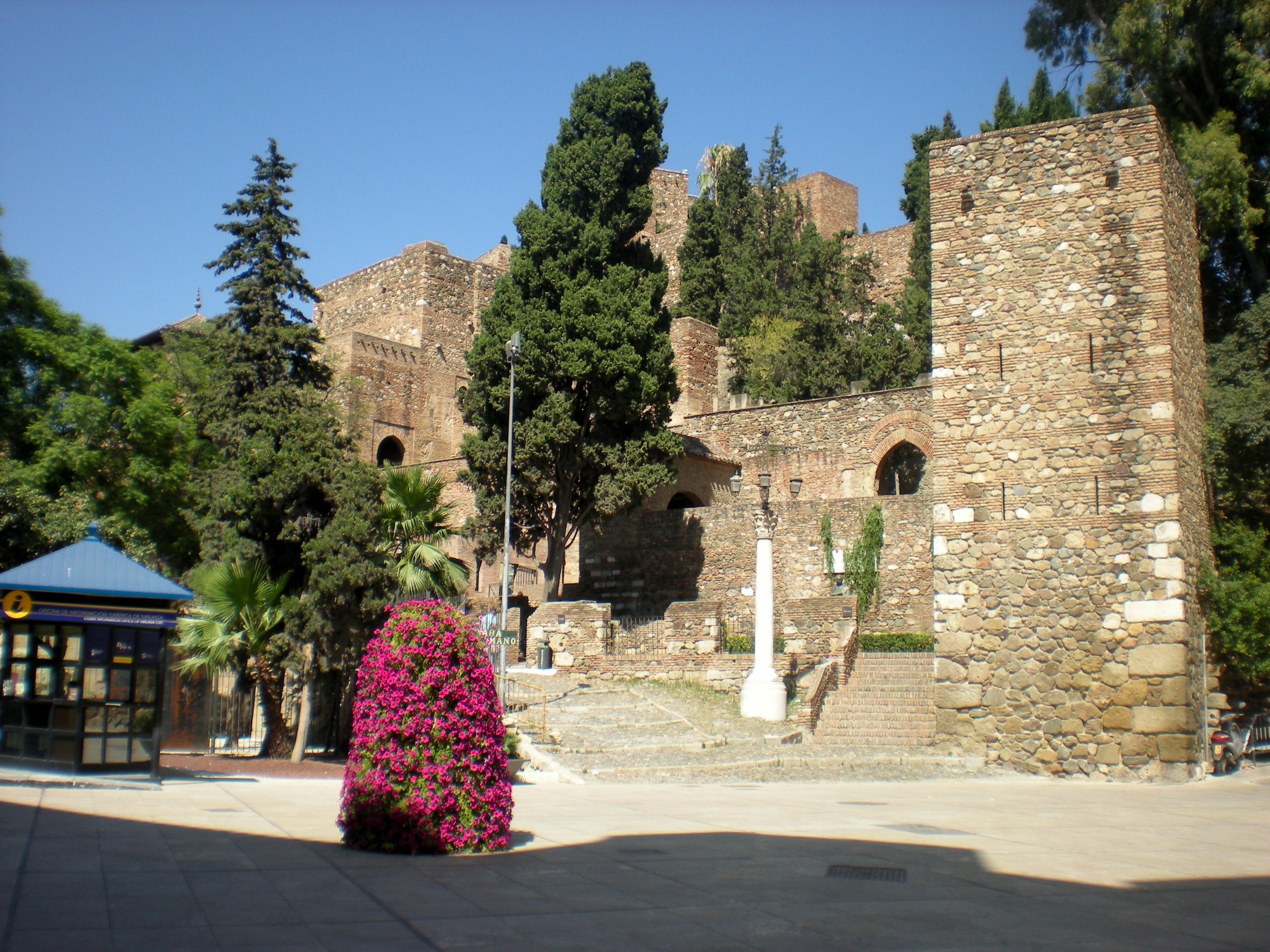
El castillo de Gibralfaro (alcázar de Gibralfaro), hrad – jeho vstupní část

### Alcazaba
Alcazaba je maurská pevnost z 11. století, která byla vybudována na troskách fénického paláce. Byla vybudována pro maurského krále z Granady a v 14. století rozšířena. Nacházejí se zde starověké ruiny římského amfiteátru.

### Katedrála
Katedrála Catedral de la Encarnación byla vybudována křesťanskými dobyvateli roku 1528 namísto velké mešity. Je nazývána také La Manquita („ta jednoramenná“), protože její druhá věž nebyla kvůli nedostatku peněz nikdy dokončena.

### Další turistické cíle
- Rodný dům Pabla Picassa na náměstí Plaza de la Merced
- Botanická zahrada „Jardín Botánico-Histórico La Concepción“, park s 3000 místními rostlinami a palmami
- Santuario de la Victoria
- Paseo del Parque nebo také Parque de Málaga – park navržený jako botanická promenáda s celkovou plochou cca 30.000 m²
- Paseo de la Farola
- býčí aréna La Malagueta s více než 14 000 místy a s průměrem 50 m (je jednou z největších arén ve Španělsku)

## Kultura

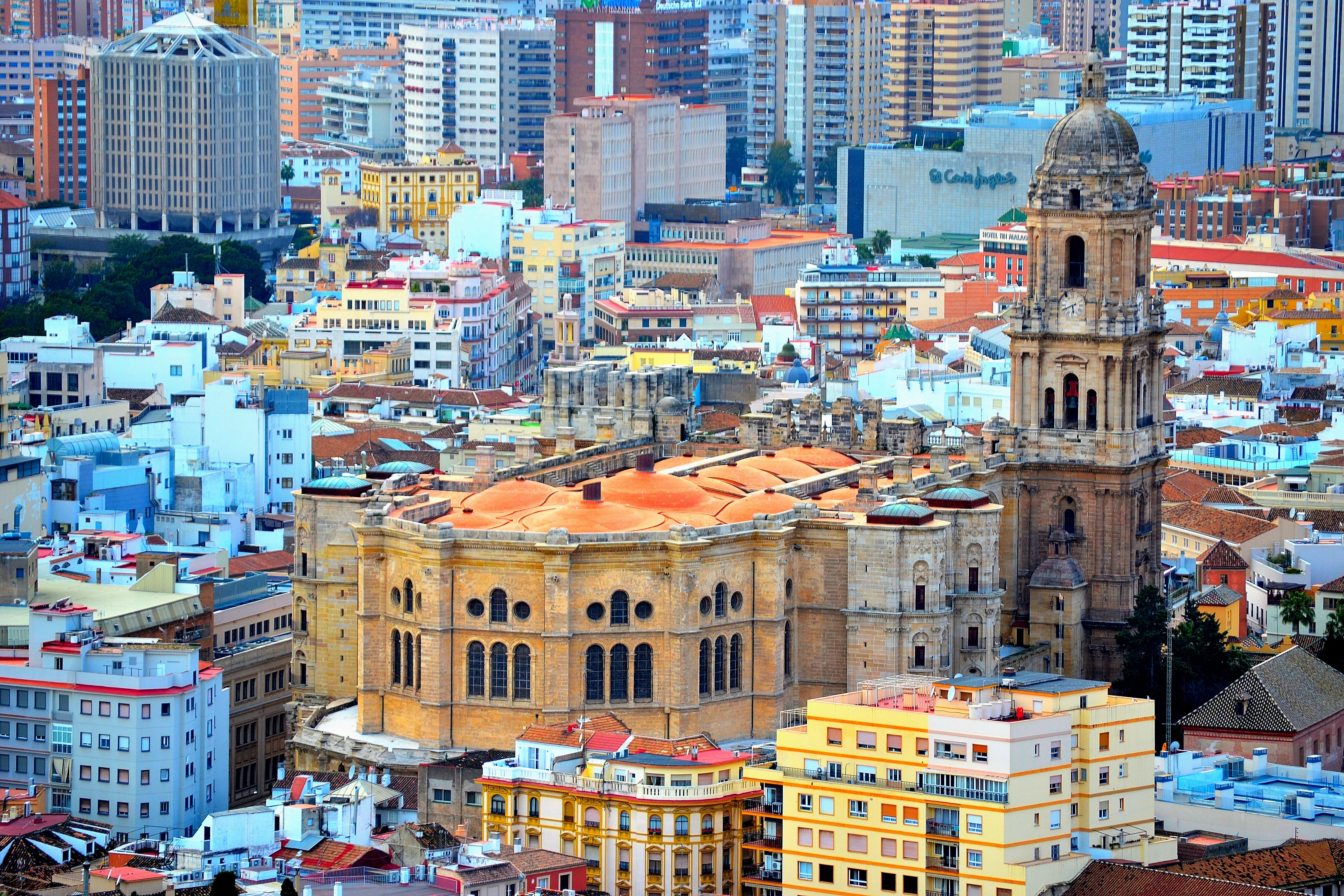
La Santa Iglesia Catedral Basílica de la Encarnación, místní katedrála

### Muzea
- Centro de Arte Contemporáneo Málaga Archivováno 31. 8. 2012 na Wayback Machine. (výstavy moderního umění)
- Museo Picasso (obsahuje zděděných 204 děl, které byly muzeu darovány)
- Museo Carmen Thyssen
- Museo del Císter – cisterciácké muzeum
- Centre Pompidou Málaga – pobočka slavného pařížského muzea současného umění s díly v moderní stavbě ve tvaru skleněné krychle.

### Divadla
- Teatro Cervantes

### Obchody
Hlavní nákupní ulice Calle Larios.

### Kina
Alameda, Albéniz a nové Estación de RENFE (všechny v centru města), Plaza Mayor (multiplex s IMAX), Málaga Nostrum, Rosaleda a Victoria (všechny se nacházejí v nákupních centrech, které jsou na okraji města).

## Galerie

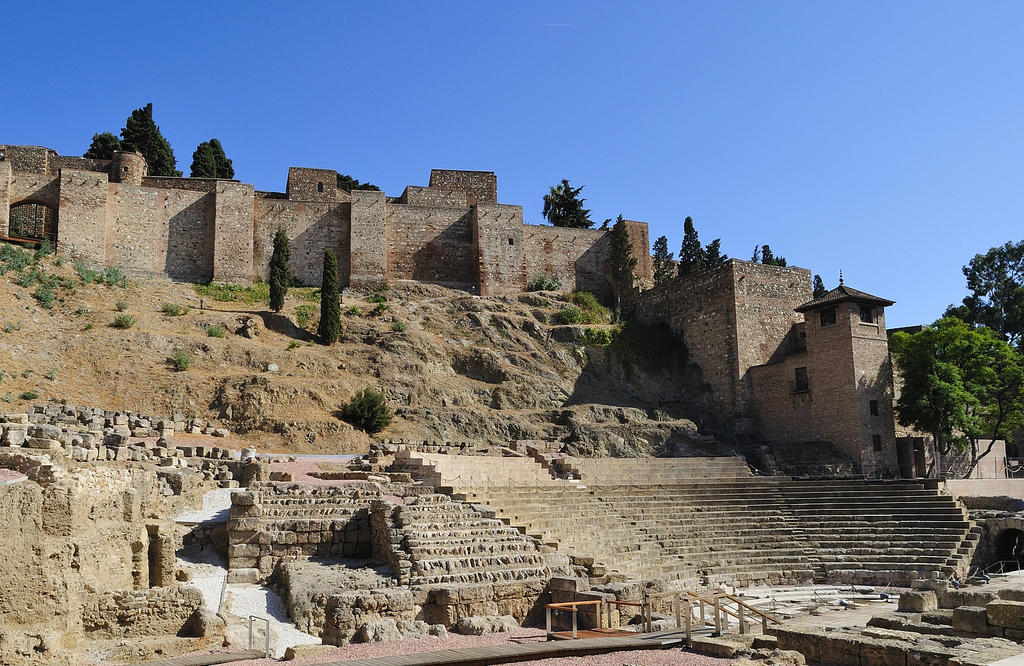
římské divadlo a pevnost Alcazaba
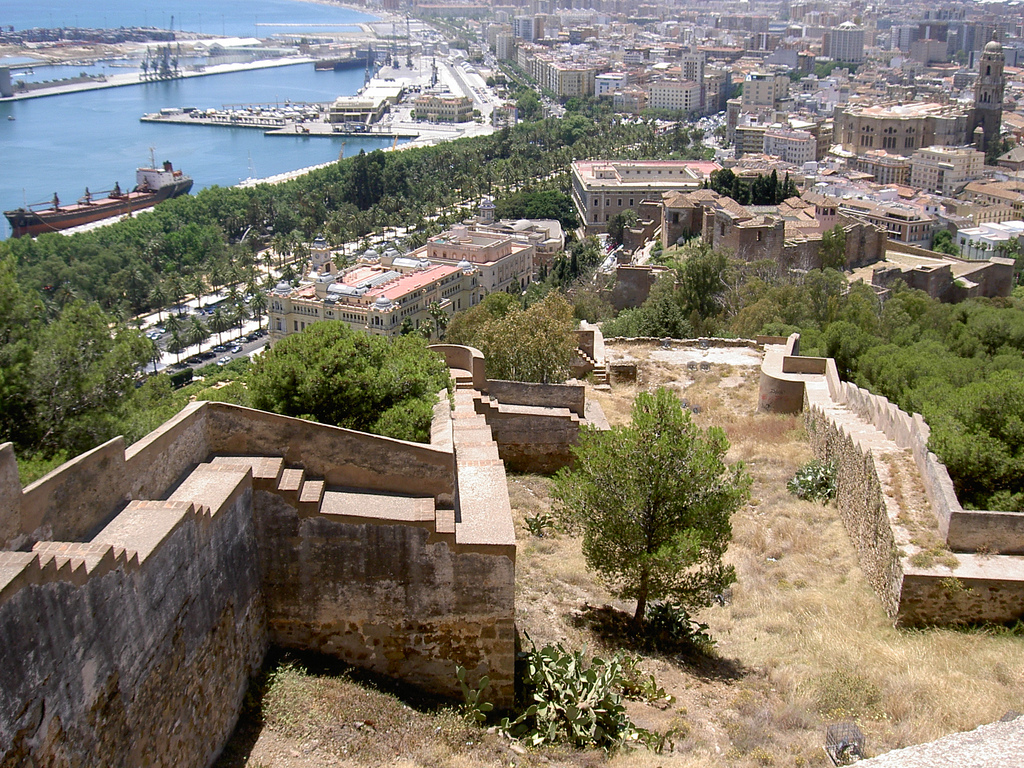
hrad Gibralfaro, dole Alcazaba, katedrála
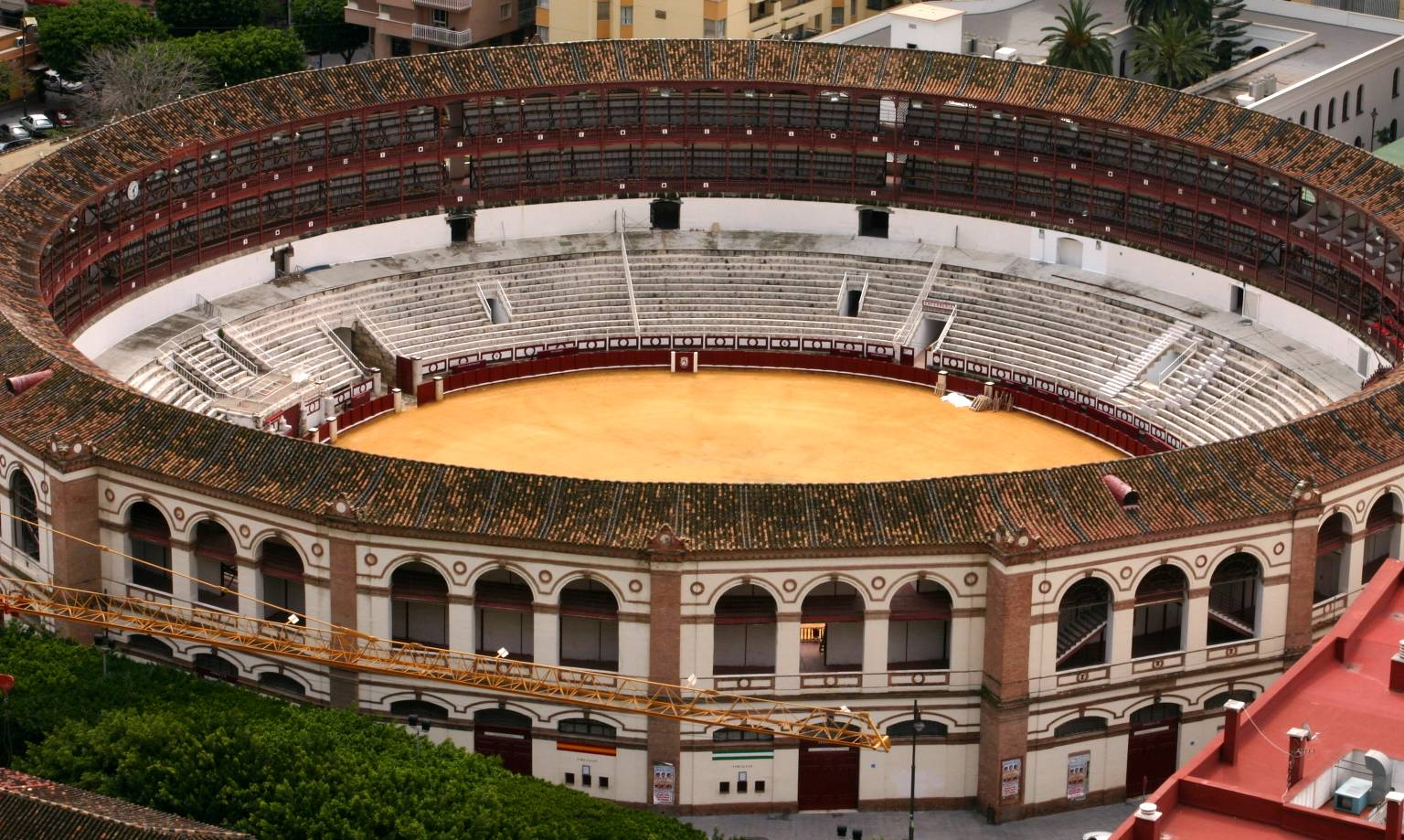
Plaza de toros de la Malagueta, Málaga
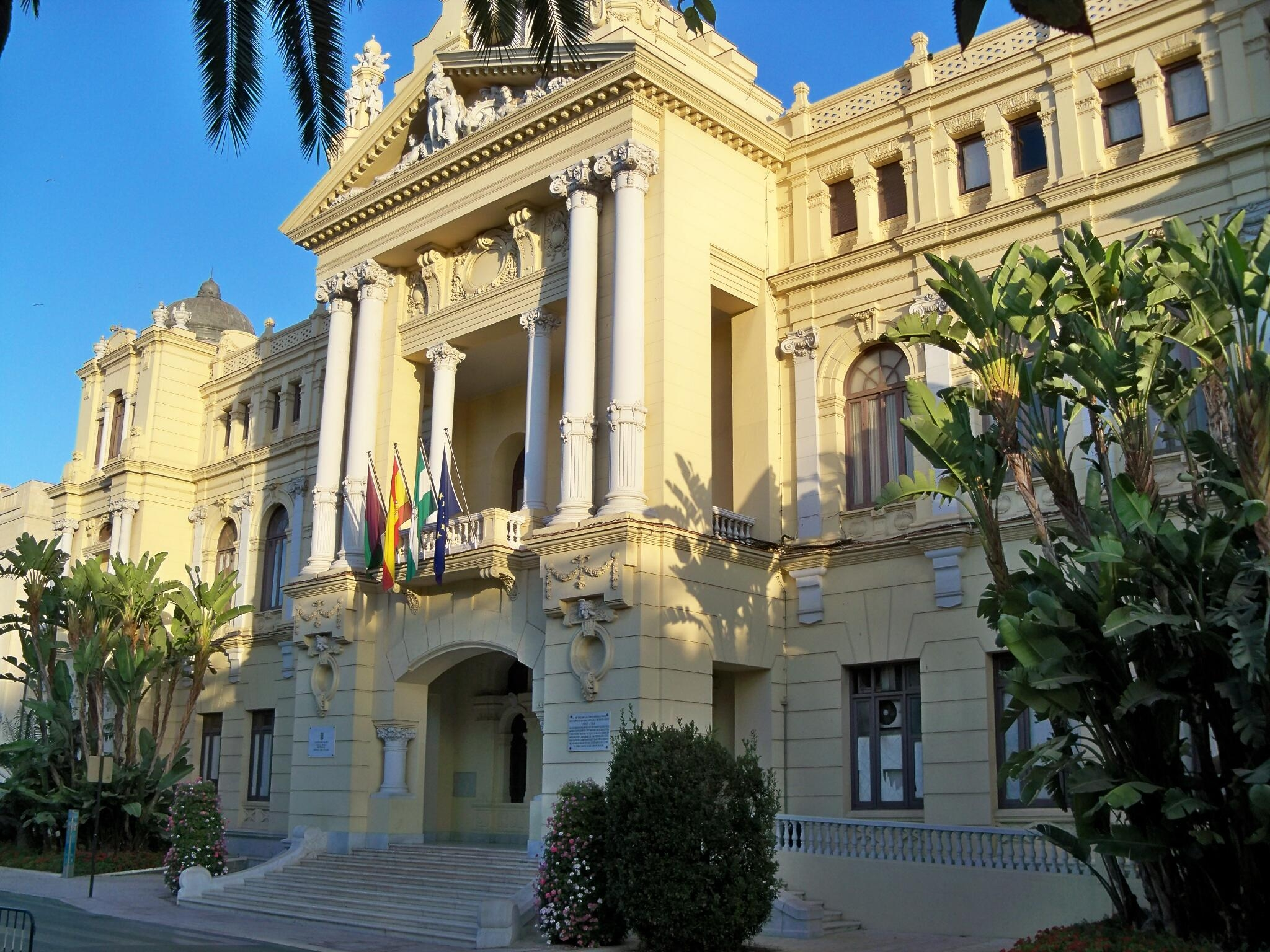
radnice
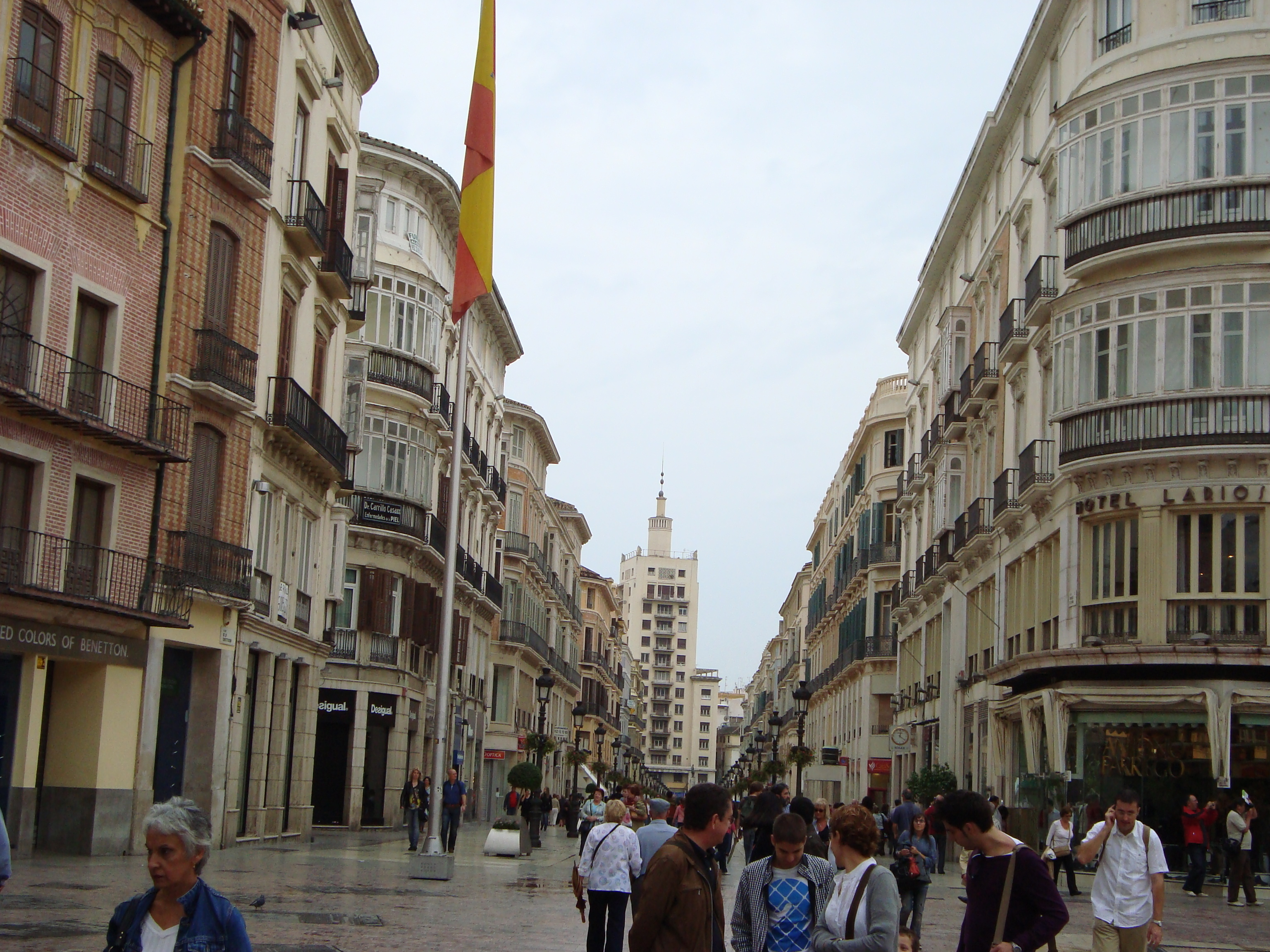
Calle Marqués de Larios, Centro
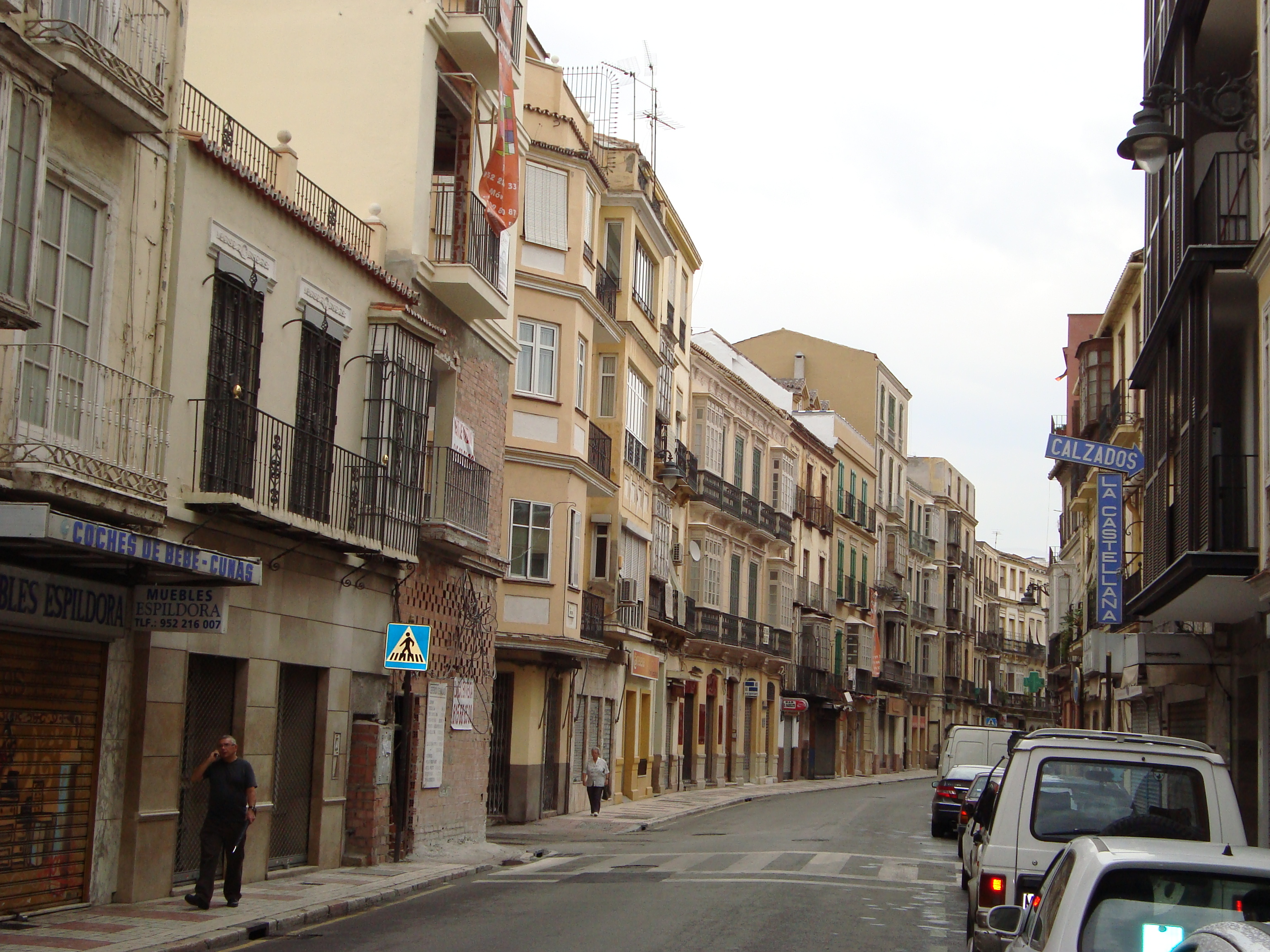
ulice v širším centru města
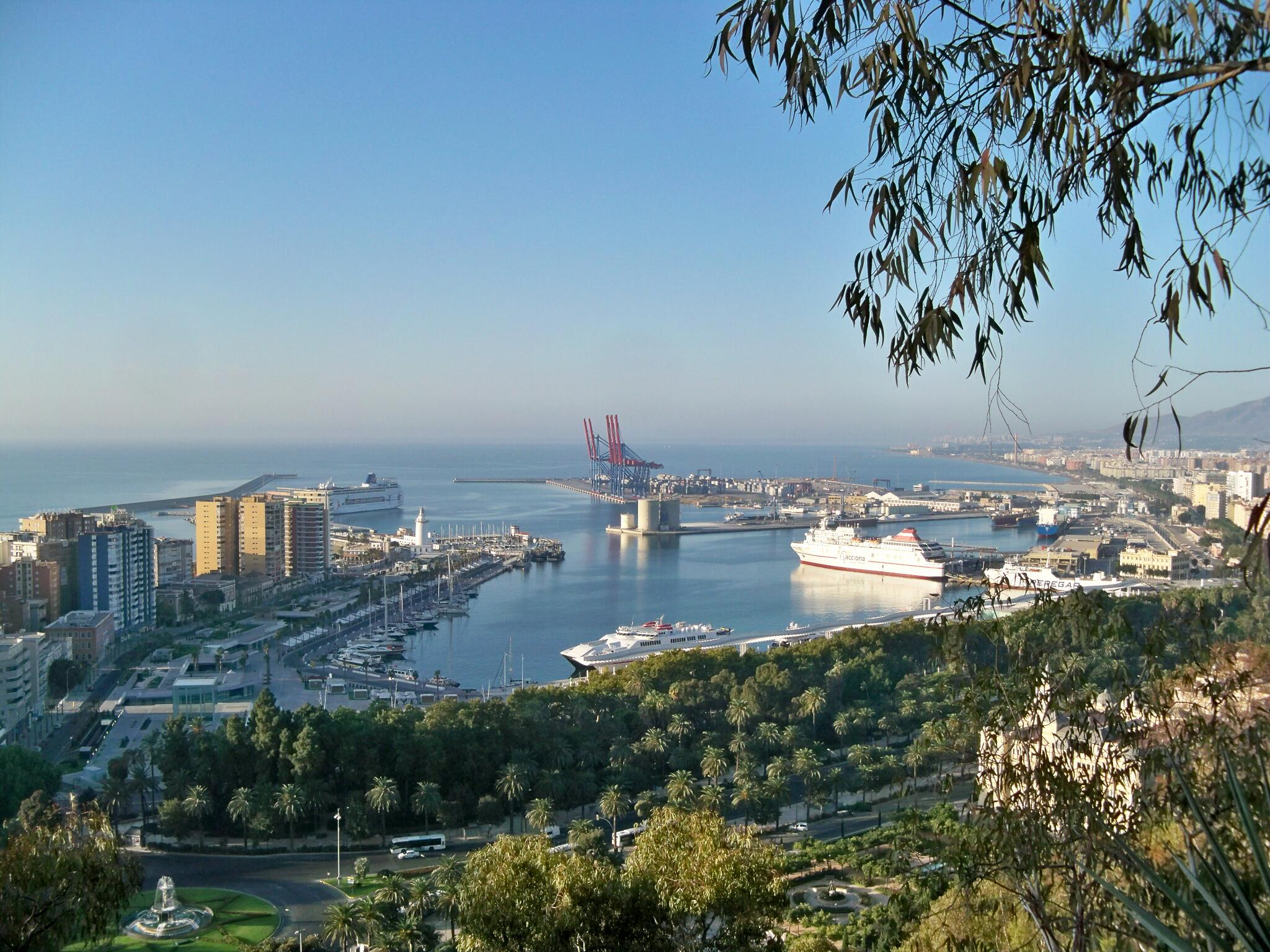
přístav

## Politika
První demokratické volby se konaly roku 1979.

### Seznam starostů Malagy
| Rok       | Starosta                                                      | Politická strana    |
| --------- | ------------------------------------------------------------- | ------------------- |
| 1970–1977 | Cayetano Utrera Ravassa                                       | Movimiento Nacional |
| 1977–1979 | Luis Merino Bayona                                            | Movimiento Nacional |
| 1979–1983 | Pedro Aparicio Sánchez                                        | PSOE                |
| 1983–1987 | Pedro Aparicio Sánchez                                        | PSOE                |
| 1987–1995 | Pedro Aparicio Sánchez                                        | PSOE                |
| 1995–1999 | Celia Villalobos Talero                                       | PP                  |
| 1999–2003 | Celia Villalobos Talero a Francisco de la Torre Prados (2000) | PP                  |
| 2003–2007 | Francisco de la Torre Prados                                  | PP                  |
| 2007–2011 | Francisco de la Torre Prados                                  | PP                  |
| 2011–2015 | Francisco de la Torre Prados                                  | PP                  |
| 2015–2019 | Francisco de la Torre Prados                                  | PP                  |
| 2019–     | Francisco de la Torre Prados                                  | PP                  |

## Slavní rodáci
- Ruy López de Villalobos (1500–1544), španělský mořeplavec a objevitel[12]
- Pablo Picasso (1881–1973), španělský malíř a sochař, zakladatel kubismu[13]
- Antonio Banderas (* 1960), španělský herec, režisér, filmový producent a zpěvák[14]
- Mabel (* 1996), švédsko-americká zpěvačka[15]
- Brahim Díaz (* 1999), profesionální španělský fotbalista[16]
- Alejandro Davidovich Fokina (* 1999), španělský profesionální tenista ruského původu[17]

## Partnerská města
- Al-'Ajún, Západní Sahara
- Bergen, Norsko
- Faro, Portugalsko
- Guadalajara, Mexiko
- Mobile, Spojené státy americké
- Pasov, Německo
- Týros, Libanon